# Kanton Lens-Nord-Est
Kanton Lens-Nord-Est (francouzsky Canton de Lens-Nord-Est) byl francouzský kanton v departementu Pas-de-Calais v regionu Nord-Pas-de-Calais. Tvořily ho tři obce. Zrušen byl po reformě kantonů 2014.

## Obce kantonu
- Annay
- Lens (severovýchodní část)
- Loison-sous-Lens